# Besetzung der Ottomanischen Bank
Der Überfall auf die Ottomanische Bank am 26. August 1896 war die Besetzung der Ottomanischen Bank in Istanbul durch Mitglieder der Armenischen Revolutionären Föderation (Daschnaken-Partei). Diese forderten die Unabhängigkeit der Sechs Armenischen Provinzen und drohten, die Bank samt den 150 Geiseln in die Luft zu sprengen. Durch französische Intervention entkamen die Täter, ohne belangt zu werden. Als staatliche Reaktion darauf kam es in Istanbul zu blutigen Übergriffen auf Armenier, die ca. 6000 Tote forderten.

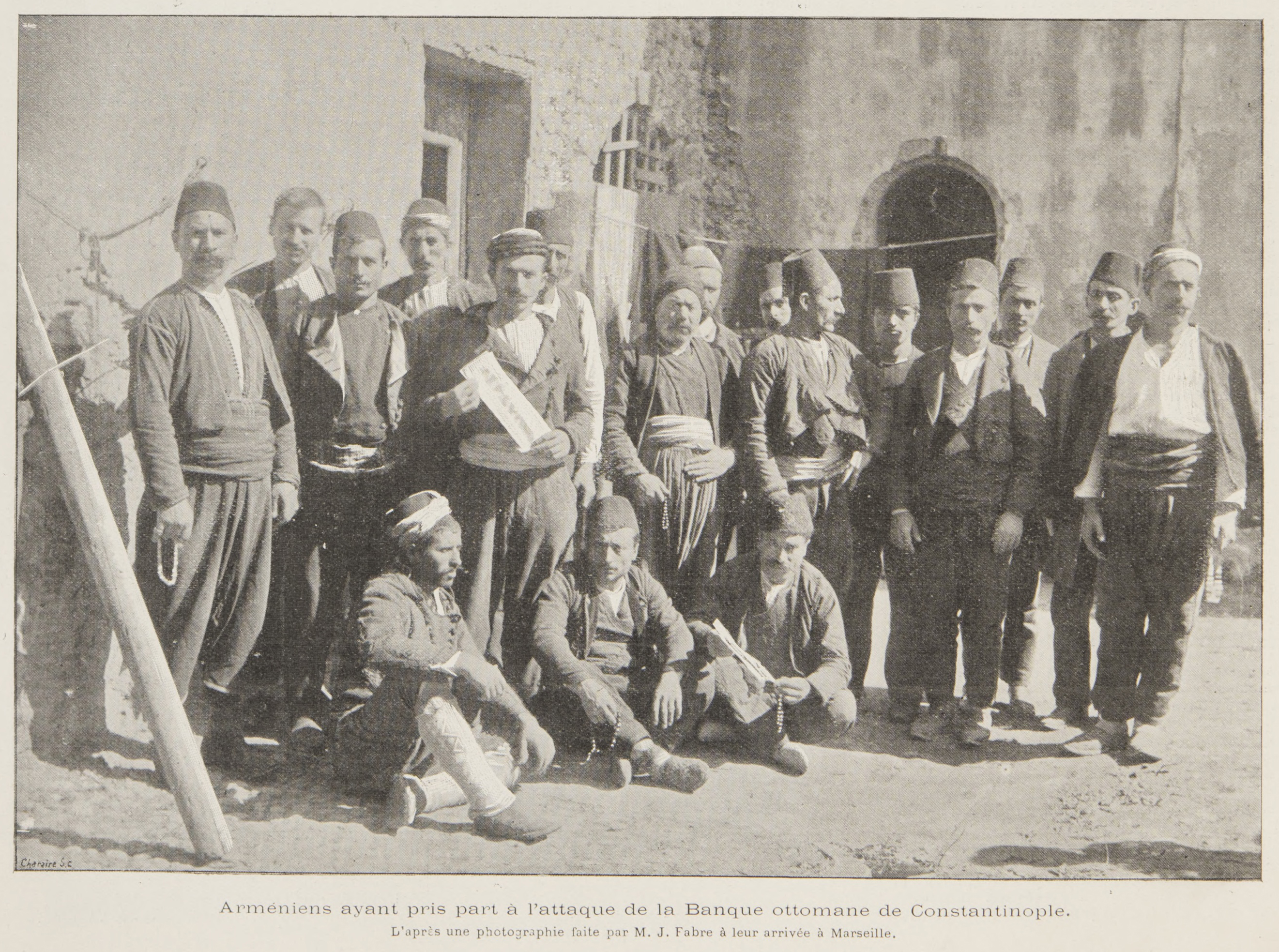
Überlebende Geiselnehmer nach der Ankunft in Marseille

## Durchführung
Einer der Hauptplaner war der Verleger Haig Tiriakian. In der Absicht, auf die seit 1894 andauernden Massaker an den Armeniern die Aufmerksamkeit der wichtigsten europäischen Mächte zu lenken, übernahmen 28 bewaffnete Männer und Frauen, die vornehmlich von Papken Siuni und Karekin Pastırmacıyan geleitet wurden, am 26. August 1896 um 13 Uhr Ortszeit die Bank, welche größtenteils europäisches Personal aus Großbritannien und Frankreich einstellte. Die Ottomanische Bank diente zu der Zeit sowohl für das Reich als auch für Länder West- und Nordeuropas als ein Finanzzentrum. Die Mitglieder der Armenischen Revolutionären Föderation wollten damit den Fokus auf die von Sultan Abdülhamid II. angeordneten Massaker richten.
Ausgestattet mit Pistolen, Granaten, Dynamit und Handbomben, betraten die Männer und Frauen die große Halle der Ottomanischen Bank. In kleine Gruppen formiert, wurden sie von einer der Wachen angesprochen, was einen Schusswechsel mit dem Sicherheitspersonal auslöste. Die Übernahme der Bank dauerte 14 Stunden an und führte zum Tod von zehn der Angreifer, darunter Papken Siuni. Seine Rolle als Führer des Einsatzes wurde von Karekin Pastırmacıyan übernommen. Die Angreifer drohten, das gesamte Gebäude mitsamt den 150 Geiseln in die Luft zu sprengen, sollte man ihrer Forderung nach Unabhängigkeit nicht entsprechen. Sie stahlen nichts aus der Bank.
Das Einschreiten französischer Diplomaten verschaffte den Attentätern freies Geleit. In der europäischen Presse wurde die Geiselnahme positiv aufgenommen.

## Anschließende Ausschreitungen
In den beiden folgenden Tagen wurden nach Darstellung des britischen Geschäftsträgers Tausende in der Stadt lebende Armenier von „Softas und anderen Fanatikern“ mit Keulen und Eisenstangen zu Tode geprügelt. Gemäß dem österreichischen Militärattaché in Istanbul beauftragten die zentralen osmanischen Autoritäten den Mob damit, „für die Dauer von 48 Stunden mit der Tötung von Armeniern zu beginnen, unabhängig von Alter oder Geschlecht.“ Das Morden hörte erst auf Anordnung von Sultan Abdülhamid auf. Sie töteten 6.000 Armenier. Allein für die 48 Stunden der Bankübernahme lagen die Schätzungen der Zahl der Toten zwischen 3.000 und 4.000.
Drei Wochen nach der Bankübernahme fand am 15. September 1896 ein Massaker in der Stadt Eğin (Akn) im östlichen Sandschak von Harput statt; Eğin wurde ausgesucht, da der Anführer der Bankbesetzer, Papken Siuni, in der Stadt geboren wurde. Laut einem Bericht des französischen Botschafters töteten osmanische Truppen „mindestens 2.000 Armenier“ in Eğin, einschließlich „vieler Frauen und Kinder“. Ein Bericht des britischen Konsuls in Harput, welcher die Zahlen eines osmanischen Beamten zitiert, konstatierte, dass 1.500 getötet wurden, darunter über 200 Frauen und Kinder. Von den 1.500 Häusern, die sich im armenischen Viertel von Eğin befanden, wurden 980 ausgeraubt und niedergebrannt. Entsprechend einem anderen Bericht des britischen Konsulats in Harput gab es einen „indirekten Befehl“ des Sultans, dass „die Armenier von Eğin für das Anzetteln von Schlägereien bestimmt seien und dass die lokalen Behörden 'die nötige Maßnahme ergreifen' sollten“. Der gleiche Bericht besagte, dass es dort keine revolutionäre Bewegung oder ähnliches gab und dass die Opfer der Massaker kein Ärgernis erregt hätten; in den Ruinen der niedergebrannten Häuser wurden einige Pistolen und Revolver gefunden. Die Vertreter der wichtigsten Mächte taten in einem Protestbrief an den Sultan ihre Missbilligung kund. Die Eğin-Massaker werden von Historikern als ein „Fall der kollektiven Bestrafung durch Massenmord“ gesehen.

## Internationale Reaktionen
In Westeuropa überschatteten die Übergriffe auf die armenische Zivilbevölkerung die Bankübernahme selbst. Grover Cleveland, der damalige Präsident der Vereinigten Staaten, verurteilte „die Wut der wahnsinnigen Bigotterie und des grausamen Fanatismus“; die „nicht seltenen Berichte über die mutwillige Zerstörung von Häusern und dem blutigen Gemetzel an Männern, Frauen und Kindern machten Märtyrer ihres christlichen Glaubens.“ 

„Ich glaube nicht, dass die derzeit vorliegenden düsteren Aussichten in der Türkei lange zulässig sein werden, um das Angesicht des Christentums zu beleidigen. Es trübt die menschliche und aufgeklärte Zivilisation, die zum Ende des 19. Jahrhunderts gehört, so sehr, dass es kaum möglich erscheint, dass der aufrichtige Wille zur anständigen Behandlung der guten Völker in der gesamten christlichen Welt unbeantwortet bleiben wird.“

 Cleveland lehnte ein militärisches Eingreifen der US-amerikanischen Militärs zum Schutz der Armenier im Osmanischen Reich ab, bot stattdessen Unterkunft für „diejenigen an, die die Gefahren, welche sie in den türkischen Herrschaftsbereichen bedrohen, zu vermeiden suchen.“